# Nervio plantar lateral
El nervio plantar lateral es una rama del nervio tibial. Provee la información sensitiva de la piel de la cara lateral de dos tercios anteriores de la planta del pie, así como las superficies plantares del quinto dedo, y la mitad del cuarto, de manera similar al nervio ulnar en la mano. Además es un nervio motor, que inerva todos los músculos intrínsecos de la planta, con excepción de cuatro músculos inervados por el nervio plantar medial.
El nervio entra en la planta del pie pasando profundamente al músculo abductor del dedo gordo, y se dirige en sentido anterior y lateral a través de la planta, medial a la arteria plantar lateral, y entre los músculos cuadrado plantar y flexor corto de los dedos entregando ramas para ambos, para luego dividirse en un ramo superficial y otro profundo.
El ramo superficial se divide en dos nervios digitales plantares. Uno propio, que inervará la piel de la cara lateral del quinto dedo y los músculos flexor corto del quinto dedo e interóseos dorsales y plantares entre el quinto y cuarto metatarsiano; y uno común, que, dividido en dos nervios propios, da la inervación de la cara lateral del cuarto dedo, y la medial del quinto.
El ramo profundo es motor, y da la inervación de los lumbricales segundo a cuarto, del músculo aductor del dedo gordo y el resto de los interóseos dorsales y plantares.